# Exuma Sound
Exuma Sound – głęboki kanał morski na Oceanie Atlantyckim, położony w centralnej części archipelagu Bahamów. Ma około 160 km długości, 64 km szerokości i 1000 sążeń (6000 ft; 1800 m) głębokości. Rozciąga się w kierunku z północnego zachodu na południowy wschód. Jest otoczony przez wyspę Eleuthera od północnego wschodu, wyspę Cat Island od wschodu oraz wyspę Great Exuma od południowego zachodu. Na terenie akwenu wieją silne pasaty i często panują tam trudne warunki do żeglugi. Strome brzegi kanału są popularnym miejscem do wędkowania oraz nurkowania. 18 lutego 2025 roku na terenie akwenu wylądowała rakieta Falcon 9 firmy SpaceX, wystrzelona z kosmodromu Cape Canaveral Space Force Station.